# Maria Francisca de Abreu Pereira Cirne
Maria Francisca de Abreu Pereira Cirne ou Maria Francisca de Abreu Pereira Cyrne Peixoto (10 de Outubro de 1802 - 9 de Setembro de 1860), chefe do senhorio da então Vila Nova de Lanheses, com sede na sua quinta Paço de Lanheses, e condessa de Almada por casamento, teve para si a administração de metade do padroado da Igreja de Santa Eulália de Lanheses e dos Dízimos da Igreja de São Mamede de Guide, o morgadio do "Paço Velho em Guimarães", a Comenda e alcaidaria-mor de São Pedro Fins de Ferreira (1817) (1820 e1821) e a alcaidaria de Vila de Ferreira (Zêzere) e as Comendas de Santa Maria de Airães e de São Miguel de Vila Franca (1820) (1821), todas na Ordem de Cristo.
Foi sepultada no seu jazigo de família na capela-mor da Igreja de Lanheses, de que tinha o padroado.

## Dados genealógicos
Filha única e herdeira de:
- Pai:
  - Sebastião de Abreu Pereira Cirne Peixoto, senhor do Paço de Lanheses, padroeiro de metade da abadia de Santa Eulália de Vila Nova de Lanheses, moço fidalgo com exercício na Casa Real, comendador da Ordem de Cristo, alcaide-mor de Ferreira e o 1.º a ter o recente senhorio de Vila Nova de Lanheses, juntamente com o posto de capitão-mor das ordenanças desta mesma localidade,[12] (concelho elevado a vila em remuneração dos muitos e valiosos serviços de tio Desembargador do Paço, chanceler-mor do Reino e do Conselho do Santo Ofício, o Dr. José Ricalde Pereira de Castro, que a tinha obtido de juro e herdade para os descendentes do referido sobrinho pela troca do senhorio do Lindoso[13]
- Mãe:
  - D. Maria José de Lencastre César de Menezes[14][15] (25 de Setembro de 1776 - 1823), filha de Gonçalo Pereira da Silva Sousa e Menezes (m. 18 de Fevereiro de 1793), moço fidalgo acrescentado a fidalgo escudeiro da Casa Real; senhor da Vila e Casas de Bertiandos em Ponte de Lima e dos Biscaínhos em Braga, e de sua mulher D. Inês Luiza César de Lencastre.[16]

Casou, em 30 Março de 1818, na freguesia de Santa Isabel, em Lisboa, com:
- D. Antão José Maria de Almada, 2º conde de Almada (Açores, 22 de Novembro de 1801 - Santarém, 5 de Abril de 1834, filho de D. Lourenço José Boaventura de Almada, 1.º Conde de Almada, 12º conde de Abranches,  senhor dos Lagares d´El-Rei, 11º senhor de Pombalinho e de D. Maria Bárbara Lobo da Silveira Quaresma, filha de D. Fernando José Lobo da Silveira Quaresma, 2º marquês de Alvito.

Tiveram 8 filhos:
- D. Lourenço José Maria de Almada Cirne Peixoto, 3º conde de Almada casado com  D. Maria Rita Machado de Castelo-Branco Mendonça e Vasconcelos.
- D. Maria José de Almada, nasc. 30 de Setembro de 1819 e m. a 8 de Março de 1835.[13]
- D. Maria Carlota de Almada, nasc. a 17 de Abril de 1821 e m. em tenra idade.[13]
- D. Maria Bárbara de Almada, nasc. a 14 de Dezembro de 1822 e m. a 13 de Março de 1852.[13]
- D. Maria da Conceição, nasc. 22 de Dezembro de 1823.[1]
- D. Sebastião de Almada, m. m.
- D. Maria Violante de Almada, nasc. a 22 de Dezembro de 1823.[13]
- D. Maria Vitória de Almada, nasc. a 27 de Junho de 1830[13] e m. em 20 de Agosto de 1918, moça do Coro do Real Mosteiro da Encarnação de Lisboa.[1]
- D. Antão José de Almada, nasc. a 9 de Maio de 1831 e m. em Viana do Castelo a 1 de Maio de 1858, e casado com Júlia Angelina de Melo Teixeira, a 1 de Maio de 1858,[13] que nasc. a 10 de Novembro de 1838 e m. em 1907, filha de João Lopes Teixeira de Melo, capitão de Caçadores do exército realista, e de sua mulher D. Joaquina de Souza.[1] Tiveram as filhas:
  - D. Maria Francisca, nasc. a 30 de Março de 1859,[13] sem geração.
  - D. Maria Joaquina, nasc. 25 de Setembro de 1860.[1]
  - D. Maria Barbara, nasc. a 15 de Março de 1866[13] e m. 23 de Junho de 1883,[1] sem geração.
  - D. Maria José, m. m,[1] nasceu 5 de Agosto de 1875 e m. a 10 de Maio de 1776.[11]